# 47-я гвардейская стрелковая дивизия
47-я гварде́йская стрелко́вая Нижнеднепровская Краснознамённая, ордена Богдана Хмельницкого диви́зия — тактическое соединение Рабоче-крестьянской Красной армии, принимавшее участие в Великой Отечественной войне.

## История
Дивизия была сформирована 20 октября 1942 года из 154-й стрелковой дивизии 1-го формирования, которая принимала участие в боевых действиях Красной армии с июля 1941 года в составе 21-й армии Центрального фронта, 50-й, 49-й и 3-й танковой армии Западного фронта, 5-й танковой армии Брянского фронта.
С ноября 1942 по октябрь 1943 года 47-я гвардейская стрелковая дивизия воевала в составе 5-й танковой армии, 3-й гвардейской и 6-й армиях Юго-Западного фронта.
В октябре 1943 года она вошла в состав 4 гвардейского стрелкового корпуса 6-й армии, который, затем, был передан в состав 8-й гвардейской армии.
Дивизия находилась в составе 4-го гвардейского стрелкового корпуса 8-й гвардейской армии до окончания Великой Отечественной войны.
47-я гвардейская стрелковая дивизия участвовала в Сталинградской битве, освобождала Ростовскую, Донецкую, Харьковскую и Волынскую области.
За бои в нижнем течении Днепра приказом Верховного Главнокомандующего № 028 от 13 февраля 1944 года дивизии присвоено почётное наименование «Нижнеднепровская».
47-я гвардейская стрелковая дивизия принимала участие в боях за освобождение Польши. За отличия в боях на территории Польши 137-й гвардейский стрелковый полк получил почётное наименование «Гнезненский», а 99-й гвардейский артиллерийский полк стал «Померанским».
Участвовала в штурме Берлина. В Берлинской операции воины дивизии взяли в плен командующего обороной Берлина командира 56-го танкового корпуса генерала Гельмута Вейдлинга, пленили трёх генералов, 3569 солдат и офицеров. В трофеи было взято 7850 винтовок, 300 орудий, 350 автомашин и 30 разных складов противника. За отличие в боях при взятии Берлина 140 и 142 гвардейские стрелковые полки стали «Берлинскими».
За успешные боевые действия 47-я гвардейская стрелковая дивизия была награждена орденами Красного Знамени и Богдана Хмельницкого. Около 16 тыс. её воинов награждены орденами и медалями. В годы Великой Отечественной войны 16 воинов были удостоены высокого звания Героя Советского Союза, 29 воинов — полные кавалеры ордена Славы.

### После войны
По окончании Великой Отечественной войны дивизия вошла в созданную Группу советских оккупационных войск в Германии, входя в состав сначала 8-й гвардейской, а затем 3-й армии, которая после вывода из Германии c 1994 по 1997 год располагалась в посёлке Мулино Нижегородской области.
В 1946 году переформирована в 19-ю гвардейскую механизированную дивизию, которая в 1947 году передана из состава 8-й гвардейской армии в 79-й стрелковый корпус 3-й ударной армии.

### Периоды вхождения в состав Действующей армии
- 20 октября 1942 года — 7 июня 1944 года;
- 16 июня 1944 года — 9 мая 1945 года.

## Подчинение
| Дата            | Фронт (округ)         | Армия                 | Корпус (группа)                    | Примечания |
| --------------- | --------------------- | --------------------- | ---------------------------------- | ---------- |
| 01.11.1942 года | Юго-Западный фронт    | 5-я танковая армия    | -                                  | -          |
| 01.12.1942 года | Юго-Западный фронт    | 5-я танковая армия    | -                                  | -          |
| 01.01.1943 года | Юго-Западный фронт    | 5-я танковая армия    | -                                  | -          |
| 01.02.1943 года | Юго-Западный фронт    | 5-я танковая армия    | -                                  | -          |
| 01.03.1943 года | Юго-Западный фронт    | 5-я танковая армия    | -                                  | -          |
| 01.04.1943 года | Юго-Западный фронт    | 5-я танковая армия    | -                                  | -          |
| 01.05.1943 года | Юго-Западный фронт    | 3-я гвардейская армия | 34-й гвардейский стрелковый корпус | -          |
| 01.06.1943 года | 3-й Украинский фронт  | 3-я гвардейская армия | 34-й гвардейский стрелковый корпус | -          |
| 01.07.1943 года | 3-й Украинский фронт  | 3-я гвардейская армия | 34-й гвардейский стрелковый корпус | -          |
| 01.08.1943 года | Юго-Западный фронт    | -                     | -                                  | -          |
| 01.09.1943 года | Юго-Западный фронт    | 6-я армия             | 26-й гвардейский стрелковый корпус | -          |
| 01.10.1943 года | Юго-Западный фронт    | 6-я армия             | 4-й гвардейский стрелковый корпус  | -          |
| 01.11.1943 года | 3 Украинский фронт    | 8-я гвардейская армия | 4-й гвардейский стрелковый корпус  | -          |
| 01.12.1943 года | 3 Украинский фронт    | 8-я гвардейская армия | 4-й гвардейский стрелковый корпус  | -          |
| 01.01.1944 года | 3 Украинский фронт    | 8-я гвардейская армия | 4-й гвардейский стрелковый корпус  | -          |
| 01.02.1944 года | 3-й Украинский фронт  | 8-я гвардейская армия | 4-й гвардейский стрелковый корпус  | -          |
| 01.03.1944 года | 3-й Украинский фронт  | 8-я гвардейская армия | 4-й гвардейский стрелковый корпус  | -          |
| 01.04.1944 года | 3-й Украинский фронт  | 8-я гвардейская армия | 4-й гвардейский стрелковый корпус  | -          |
| 01.05.1944 года | 3-й Украинский фронт  | 8-я гвардейская армия | 4-й гвардейский стрелковый корпус  | -          |
| 01.06.1944 года | 3-й Украинский фронт  | 8-я гвардейская армия | 4-й гвардейский стрелковый корпус  | -          |
| 01.07.1944 года | 1-й Белорусский фронт | 8-я гвардейская армия | 4-й гвардейский стрелковый корпус  | -          |
| 01.08.1944 года | 1-й Белорусский фронт | 8-я гвардейская армия | 4-й гвардейский стрелковый корпус  | -          |
| 01.09.1944 года | 1-й Белорусский фронт | 8-я гвардейская армия | 4-й гвардейский стрелковый корпус  | -          |
| 01.10.1944 года | 1-й Белорусский фронт | 8-я гвардейская армия | 4-й гвардейский стрелковый корпус  | -          |
| 01.11.1945 года | 1-й Белорусский фронт | 8-я гвардейская армия | 4-й гвардейский стрелковый корпус  | -          |
| 01.12.1944 года | 1-й Белорусский фронт | 8-я гвардейская армия | 4-й гвардейский стрелковый корпус  | -          |
| 01.01.1945 года | 1-й Белорусский фронт | 8-я гвардейская армия | 4-й гвардейский стрелковый корпус  | -          |
| 01.02.1945 года | 1-й Белорусский фронт | 8-я гвардейская армия | 4-й гвардейский стрелковый корпус  | -          |
| 01.03.1945 года | 1-й Белорусский фронт | 8-я гвардейская армия | 4-й гвардейский стрелковый корпус  | -          |
| 01.04.1945 года | 1-й Белорусский фронт | 8-я гвардейская армия | 4-й гвардейский стрелковый корпус  | -          |
| 01.05.1945 года | 1-й Белорусский фронт | 8-я гвардейская армия | 4-й гвардейский стрелковый корпус  | -          |

## Командование
Командиры дивизии:
- Фоканов Яков Степанович (ноябрь, декабрь 1942 г)[2], гвардии генерал-майор
- Осташенко Фёдор Афанасьевич (20.10.1942 — 06.01.1944), гвардии полковник, с 20.12.1942 — гвардии генерал-майор;
- Бобрук Сергей Антонович (07.01.1944 — 25.03.1944), гвардии полковник, с 19.03.1944 — гвардии генерал-майор;
- Шугаев Василий Минаевич (26.03.1944 — 29.08.1944), гвардии полковник;
- Рахимов Сабир Умарович (03.09.1944 — 22.10.1944), гвардии генерал-майор;
- Шугаев Василий Минаевич (23.10.1944 — 08.10.1945), гвардии генерал-майор.
- Василенко Гавриил Тарасович (08.10.1945 — май 1946), гвардии генерал-майор.

Начальники штаба дивизии:
- Голоско (ноябрь, декабрь 1942 -?), гвардии полковник
- Шугаев (1943 — ?), гвардии полковник
- Ионов Владимир Михайлович (январь 1944 — май 1945??), гвардии полковник

Начальник политотдела дивизии:
- Николаев, Леонид Павлович (май 1945), гвардии подполковник[3]

## Состав

### 1945 год
(по состоянию на 9 мая 1945 года)
- 137-й гвардейский стрелковый полк;
- 140-й гвардейский стрелковый полк;
- 142-й гвардейский стрелковый полк;
- 99-й гвардейский артиллерийский полк;
- 55-й отдельный гвардейский истребительно-противотанковый дивизион;
- 65-я зенитная батарея (до 25 апреля 1943 года);
- 59-й гвардейский пулемётный батальон (до 7 июня 1943 года);
- 48-я отдельная гвардейская разведывательная рота;
- 52-й отдельный гвардейский сапёрный батальон;
- 73-й отдельный гвардейский батальон связи (с 6 мая 1943 по 5 ноября 1944 года — 73 отдельная гвардейская рота связи);
- 560-й (53-й) медико-санитарный батальон;
- 54-я отдельная гвардейская рота химической защиты;
- 607-я (51-я) отдельная автотранспортная рота;
- 637-я (50-я) полевая пекарня;
- 640-й (49-й) дивизионный ветеринарный лазарет;
- 670-я полевая почтовая станция;
- 539-я полевая касса Государственного банка.[4]

## Награды дивизии
- 13 февраля 1944 года — Почетное наименование «Нижнежднепровская» — присвоено приказом Верховного Главнокомандующего № 028 от 13 февраля 1944 года за отличие в боях с немецкими захватчиками у нижнего течения Днепра;
- 19 марта 1944 года —  Орден Красного Знамени — награждена указом Президиума Верховного Совета СССР от 19 марта 1944 года за образцовое выполнение заданий командования в боях при прорыве сильной обороны немцев по западному берегу реки Ингулец, за освобождение города Нового Буга и проявленные при этом доблесть и мужество;[5]
- 20 апреля 1944 года —  Орден Богдана Хмельницкого II степени — награждена указом Президиума Верховного Совета СССР от 20 апреля 1944 года за образцовое выполнение заданий командования в боях с немецкими захватчиками при освобождении города Одессы и проявленные при этом доблесть и мужество.[6]

Награды частей дивизии:
- 137-й гвардейский стрелковый Гнезненский[7] Краснознамённый[8] ордена Суворова[9] полк;
- 140-й гвардейский стрелковый Берлинский[10] Краснознамённый[8] ордена Кутузова[11] полк;
- 142-й гвардейский стрелковый Берлинский[10] Краснознамённый[8] ордена Кутузова[11] полк;
- 99 гвардейский артиллерийский Померанский[12] Краснознамённый[8] орденов Суворова[9] и Кутузова[11] полк;
- 55 отдельный гвардейский истребительно-противотанковый Померанский[12] дивизион;

## Отличившиеся воины
Произведено награждений орденами СССР не меньше:
- орден Ленина — 17
- орден Красного Знамени — 223
- орден Суворова II степени — 3
- орден Богдана Хмельницкого II степени — 1
- орден Суворова III степени — 2
- орден Богдана Хмельницкого III степени — 75
- орден Александра Невского — 109
- орден Отечественной войны I степени — 478
- орден Отечественной войны II степени — 1016
- орден Красной Звезды — 2602
- орден Славы I степени — 29
- орден Славы II степени — 351
- орден Славы III степени — 1868

(Данные о награждениях взяты из указов Президиума Верховного совета СССР, приказов 47 гвардейской стрелковой дивизии, 4 гвардейского стрелкового корпуса, 5 танковой армии, 6 армии, 8 гвардейской армии,1 Белорусского фронта, Юго-Западного фронта, 3 Украинского фронта, размещённых на сайте "Электронный банк документов «Подвиг народа в Великой Отечественной войне 1941—1945 гг» Министерства обороны РФ).

### Герои Советского Союза[13]
- Бобрук, Сергей Антонович, гвардии полковник, командир дивизии. Указ Президиума Верховного Совета СССР от 19 марта 1944 года;
- Большаков, Дмитрий Иванович, гвардии младший сержант, разведчик 140 гвардейского стрелкового полка. Указ Президиума Верховного Совета СССР от 31 мая 1945 года;
- Вертелецкий, Пётр Михайлович, гвардии сержант, 2 номер расчёта станкового пулемёта 1 пулемётной роты 140 гвардейского стрелкового полка. Указ Президиума Верховного Совета СССР от 24 марта 1945 года. Звание присвоено посмертно.
- Власенко, Иван Афанасьевич, гвардии подполковник, командир 137 гвардейского стрелкового полка. Указ Президиума Верховного Совета СССР от 24 марта 1945 года.
- Горьков, Николай Фёдорович, гвардии младший сержант, командир пулемётного расчёта 142 гвардейского стрелкового полка. Указ Президиума Верховного Совета СССР от 3 июня 1944 года.
- Давыдов, Павел Фёдорович, гвардии подполковник, заместитель командира 140 гвардейского стрелкового полка по политической части. Указ Президиума Верховного Совета СССР от 15 мая 1946 года.
- Дубривный, Пётр Савельевич, гвардии старший сержант, командир орудия 2 батареи 99 гвардейского артиллерийского полка. Указ Президиума Верховного Совета СССР от 31 мая 1945 года.
- Исаков, Пётр Михайлович, гвардии старший лейтенант, командир 9 стрелковой роты 142 гвардейского стрелкового полка. Указ Президиума Верховного Совета СССР от 24 марта 1945 года. Звание присвоено посмертно.
- Кабицин, Иван Иванович, гвардии подполковник, командир 140 гвардейского стрелкового полка. Указ Президиума Верховного Совета СССР от 15 мая 1946 года.
- Капустин, Михаил Денисович, гвардии младший лейтенант, партийный организатор стрелкового батальона 137 гвардейского стрелкового полка. Указ Президиума Верховного Совета СССР от 24 марта 1945 года.
- Кистаев, Иван Васильевич, гвардии старший лейтенант, командир 48 отдельной гвардейской разведывательной роты. Указ Президиума Верховного Совета СССР от 24 марта 1945 года.
- Мосиенко, Пётр Андреевич, гвардии рядовой, командир отделения 3 роты автоматчиков 140 гвардейского стрелкового полка. Указ Президиума Верховного Совета СССР от 31 мая 1945 года.
- Новиков, Владимир Степанович, гвардии майор, командир стрелкового батальона 137 гвардейского стрелкового полка. Указ Президиума Верховного Совета СССР от 15 мая 1946 года.
- Усенко, Иван Архипович, гвардии сержант, командир пулемётного расчёта 1 пулемётной роты 140 гвардейского стрелкового полка. Указ Президиума Верховного Совета СССР от 24 марта 1945 года.
- Шаховцев, Михаил Андреевич, гвардии майор, заместитель командира 140 гвардейского стрелкового полка по строевой части. Указ Президиума Верховного Совета СССР от 24 марта 1945 года. Звание присвоено посмертно.
- Шугаев, Василий Минаевич, гвардии генерал-майор, командир дивизии. Указ Президиума Верховного Совета СССР от 6 апреля 1945 года.

| - гвардии сержант Карпов Владимир Константинович, помощник командира стрелкового взвода 1 стрелковой роты 137 гвардейского стрелкового полка. Награждён орденом Красного Знамени.Приказ Военного совета 8 гвардейской армии № 342/н от 19 сентября 1944 г. - гвардии рядовой Ковалёв Яков Васильевич, разведчик 48 отдельной гвардейской разведывательной роты. Награждён орденом Красного Знамени.Приказ Военного совета 8 гвардейской армии № 342/н от 19 сентября 1944 г. - гвардии старший сержант Манякин Фёдор Фёдорович, командир отделения пешей разведки 142 гвардейского стрелкового полка. Награждён орденом Красного Знамени.Приказ Военного совета 8 гвардейской армии № 342/н от 19 сентября 1944 г. - гвардии капитан Махнев Алексей Егорович, полковой инженер 142 гвардейского стрелкового полка.Награждён орденом Красного Знамени.Приказ Военного совета 8 гвардейской армии № 787/н от 20 июля 1945 г. | - гвардии рядовой Мишкудьян Шота Платонович, разведчик 48 отдельной гвардейской разведывательной роты. Награждён орденом Красного Знамени.Приказ Военного совета 8 гвардейской армии № 342/н от 19 сентября 1944 г. - гвардии старший сержант Назаренко Иван Андреевич, помощник командира стрелкового взвода 2 стрелковой роты 137 гвардейского стрелкового полка. Награждён орденом Красного Знамени.Приказ Военного совета 8 гвардейской армии № 342/н от 19 сентября 1944 г. - гвардии подполковник Павловский Александр Егорович, дивизионный инженер. Награждён орденом Красного Знамени.Приказ Военного совета 8 гвардейской армии № 729/н от 14 июня 1945 г. - гвардии младший сержант Ямбровский Павел Андреевич, начальник направления связи 2 стрелкового батальона 137 гвардейского стрелкового полка. Награждён орденом Красного Знамени.Приказ Военного совета 8 гвардейской армии № 361/н от 26 сентября 1944 г. |

### Кавалеры ордена Славы трёх степеней[14]
- Беляев, Николай Григорьевич, гвардии старший сержант, командир миномётного расчёта 140 гвардейского стрелкового полка.
- Велиляев, Леонид Абибулаевич, гвардии старший сержант, командир взвода 140 гвардейского стрелкового полка.
- Горчаков, Александр Михайлович, гвардии сержант, наводчик 76 мм орудия 137 гвардейского стрелкового полка.
- Карапитьян, Григорий Осипович, гвардии старший сержант, командир миномётного расчёта 140 гвардейского стрелкового полка.
- Кильпута, Василий Ильич, гвардии младший сержант, разведчик взвода пешей разведки 137 гвардейского стрелкового полка.
- Колесников, Пётр Яковлевич, гвардии старшина, командир отделения взвода пешей разведки 140 гвардейского стрелкового полка.
- Кравченко, Андрей Иванович, гвардии старший сержант, командир отделения разведки артиллерийского дивизиона 99 гвардейского артиллерийского полка.
- Криницин, Василий Андреевич, гвардии старший сержант, наводчик миномёта миномётной роты 140 гвардейского стрелкового полка.
- Куров, Василий Иванович, командир расчёта отдельной зенитно-пулемётной роты дивизии.
- Ляпин, Захар Кузьмич, гвардии младший сержант, начальник направления связи 137 гвардейского стрелкового полка.
- Матиященко, Александр Иванович, гвардии сержант, командир отделения 140 гвардейского стрелкового полка.
- Мизенко, Николай Сергеевич, гвардии сержант, наводчик миномёта 142 гвардейского стрелкового полка.
- Набока, Василий Александрович, гвардии сержант, командир миномётного расчёта 142 гвардейского стрелкового полка.
- Панормов, Георгий Иванович, гвардии старшина, разведчик взвода пешей разведки 140 гвардейского стрелкового полка.
- Петров, Сергей Демьянович, гвардии старший сержант, командир отделения 48 отдельной гвардейской разведывательной роты.
- Позняк, Андрей Никитович, гвардии старший сержант, командир отделения взвода пешей разведки 137 гвардейского стрелкового полка.
- Радченко, Иван Фёдорович, гвардии старший сержант, командир орудия батареи 45 мм пушек 142 гвардейского стрелкового полка.
- Редько, Николай Владимирович, гвардии старший сержант, командир отделения взвода пешей разведки 137 гвардейского стрелкового полка.
- Таныгин, Борис Константинович, гвардии младший сержант, командир миномётного расчёта 140 гвардейского стрелкового полка.
- Таранин, Николай Александрович, гвардии сержант, разведчик 140 гвардейского стрелкового полка.
- Титов, Иван Семёнович, гвардии старшина, командир отделения 140 гвардейского стрелкового полка.
- Тогоев, Николай Борисович, гвардии старший сержант, командир миномётного расчёта 142 гвардейского стрелкового полка.
- Торопов, Николай Сергеевич, гвардии старший сержант, командир отделения взвода пешей разведки 137 гвардейского стрелкового полка.
- Ульянов, Иван Иванович, гвардии младший сержант, автоматчик 140 гвардейского стрелкового полка.
- Холодов, Василий Егорович, гвардии рядовой, разведчик 137 гвардейского стрелкового полка.
- Черников, Иван Андреевич, гвардии младший сержант, командир миномётного расчёта 137 гвардейского стрелкового полка.
- Чернов, Василий Тихонович, гвардии старшина, санитарный инструктор 48 отдельной гвардейской разведывательной роты.
- Шарапов, Василий Сидорович, гвардии младший сержант, стрелок 3 стрелковой роты 140 гвардейского стрелкового полка.
- Швыряев, Пётр Иванович, гвардии старший сержант, командир орудия 55 отдельного гвардейского истребительно-противотанкового дивизиона.

Приданные части.
394 гвардейский тяжёлый самоходный артиллерийский Таллинский Краснознамённый ордена Кутузова полк:
- Хабаров, Николай Андреевич, гвардии сержант, заряжающий СУ-152.
- Яковленко, Даниил Михайлович, гвардии старшина, командир СУ-152.

| Орден Суворова II степени: - гвардии полковник Ионов Владимир Михайлович, начальник штаба дивизии. Указ Президиума Верховного совета СССР от 31 мая 1945 г. - гвардии полковник Семченков Иван Васильевич, заместитель командира дивизии по строевой части. Указ Президиума Верховного совета СССР от 31 мая 1945 г. - гвардии генерал-майор Шугаев Василий Минаевич, командир дивизии. Указ Президиума Верховного совета СССР от 29 мая 1945 г. Орден Богдана Хмельницкого II степени: - гвардии подполковник Николев Леонид Павлович, заместитель командира дивизии по политической части. Указ Президиума Верховного совета СССР от 31 мая 1945 г. Орден Суворова III степени: - гвардии капитан Новиков Владимир Степанович, командир стрелкового батальона 137 гвардейского стрелкового полка. Приказ Военного совета 1 Белорусского фронта № 542/н от 24 апреля 1945 г. - гвардии подполковник Решетников Ефим Михайлович, заместитель командира 140 гвардейского стрелкового полка по политической части. Приказ военного совета 3 Украинского фронта № 01/н от 6 января 1944 г. снайпер, уничтоживший 247 фашистов Пальмин Николай Васильевич,1914 ВКПб. Родился в 1914 году в деревне Русиново (Павловский сельский совет Даниловского района Ярославской области). До войны работал на Ярославском шинном заводе. С ноября 1941 года в рядах Красной Армии, призван Резинокомбинатским РВК (Резинокомбинатский район города Ярославля). С декабря 1941 года на фронтах Великой Отечественной войны. Освоил снайперское дело. Имел 4 ранения.3 июня 1942 года снайпер 2-й стрелковой роты 1340-го стрелкового полка (234-я стрелковая дивизия, 41-я Армия, Калининский фронт) красноармеец Н. В. Пальмин представлен командованием части к первой награде за уничтожение 34 фашистов. Приказом № 14 от 7 августа 1942 года по войскам 41-й Армии награждён медалью "За отвагу". 10 апреля 1945 года командир стрелковой роты 137-го Гвардейского стрелкового полка (47-я Гвардейская стрелковая дивизия) старший лейтенант Н. В. Пальмин представлен командованием части к новой награде за отличие в боях на западном берегу реки Одер. Приказом № 207/н от 14 апреля 1945 года по 47-й Гвардейской стрелковой дивизии награждён орденом Красной Звезды. 13 июня 1945 года Гвардии старший лейтенант Н. В. Пальмин представлен командованием части к очередной награде за отличие в боях на Берлинском направлении. Приказом № 245/н от 19 июня 1945 года по 47-й Гвардейской стрелковой дивизии награждён вторым орденом Красной Звезды. О подвигах Пальмина О подвигах Пальмина |

## Память
Именем дивизии названа улица в Красном Сулине.
Именем дивизии названа Улица 47 гвардейской дивизии в Зверево.